# دوري كازاخستان الممتاز
دوري كازاخستان الممتاز (بالكازاخية:Қазақстан Премьер Лигасы) هي الدرجة الممتازة لكرة القدم في كازاخستان، ويشارك في الدوري الممتاز 12 نادي. وتم تأسيسه في عام 1992.